# Myropil
Myropil (en ukrainien : Миропіль) ou Miropol (en russe : Мирополь) est une commune urbaine de l'oblast de Jytomyr, en Ukraine. Sa population s'élevait à 4 746 habitants en 2013.

## Géographie
Myropil est arrosée par la rivière Sloutch et se trouve à 45 km au sud-est de Romaniv, à 70 km à l'ouest de Jytomyr et à 203 km à l'ouest de Kiev.

## Histoire
La première mention d'un village à l'emplacement de l'actuelle Myropil remonte au XVe siècle. 

## Population
Recensements (*) ou estimations de la population :
| 1897* | 1959* | 1970* | 1979* | 1989* |
| ----- | ----- | ----- | ----- | ----- |
| 4 914 | 4 458 | 4 676 | 4 288 | 5 690 |

| 2001* | 2010  | 2011  | 2012  | 2013  |
| ----- | ----- | ----- | ----- | ----- |
| 5 435 | 4 921 | 4 834 | 4 790 | 4 746 |

## Transports
Par la route, Myropil se trouve à 14 km de Romaniv et à 57 km de Jytomyr.

## Personnalités liées à la commune
- Anatolie Popa (1896-1920), militaire soviétique.